# Teodosi Daskałow
Teodosi Petrow Daskałow (bułg. Теодосий Петров Даскалов, ur. 2 września 1888 we wsi Gorno Sliwowo, zm. 1 lutego 1945 w Sofii) – bułgarski wojskowy, generał piechoty, w latach 1938–1942 minister wojny, ofiara represji komunistycznych.

## Życiorys
Syn Petyra i Dimitry. W 1907 ukończył szkołę wojskową w Sofii, jako oficer artylerii. Brał udział w wojnach bałkańskich i I wojnie światowej jako dowódca baterii w 5 pułku artylerii. Walczył pod Czatałdżą i pod Łozengradem. W 1919 skierowany do 4 pułku artylerii. W latach 1920–1924 w rezerwie. Powrócił do służby w 1925 jako oficer 5 pułku piechoty. W tym samym roku rozpoczął naukę w Akademii Wojskowej w Sofii, którą ukończył w 1928. W tym samym roku objął stanowisko szefa wydziału w sztabie armii i stanowisko redaktora naczelnego Czasopisma Wojskowego. Od 1929 kierował sztabem 4 dywizji piechoty, w tym samym roku objął funkcję dowódcy 5 pułku artylerii. W latach 1930–1931 wykładał taktykę artyleryjską w szkole wojskowej. W latach 1932–1934 pełnił funkcję attache wojskowego Bułgarii w Rzymie. W 1935 objął dowództwo 5 dywizji piechoty, a rok później komendanta garnizonu w Plewenie.
24 stycznia 1938 objął stanowisko ministra wojny w rządzie Georgi Kjoseiwanowa, a następnie tę samą funkcję pełnił w gabinecie Bogdana Fiłowa. 1 marca 1941 podpisał rozkaz, umożliwiający transport jednostek niemieckich i niemieckiego sprzętu wojskowego przez terytorium Bułgarii. W 1942 przeszedł do rezerwy. Po wkroczeniu Armii Czerwonej do Bułgarii został aresztowany. W październiku 1944 wywieziony do Moskwy, gdzie był przesłuchiwany. 1 lutego 1945 skazany na karę śmierci przez Trybunał Ludowy. W tym samym dniu rozstrzelany na stołecznym cmentarzu strzałem z pistoletu w tył głowy.
26 sierpnia 1996 Sąd Najwyższy Bułgarii oczyścił Teodosi Daskałowa ze stawianych mu zarzutów.
Był żonaty (żona Julija), miał dwoje dzieci.

## Awanse
- podporucznik (Подпоручик) (1907)
- porucznik  (Поручик) (1910)
- kapitan  (Капитан) (1913)
- major  (Майор) (1918)
- podpułkownik  (Подполковник) (1928)
- pułkownik  (Полковник) (1930)
- generał major  (Генерал-майор) (1936)
- generał porucznik (Генерал-лейтенант) (1939)
- generał piechoty (Генерал от пехотата) (1942)

## Odznaczenia
- Order za Waleczność IV st.
- Order Zasługi Wojskowej I st.
- Order Świętego Aleksandra III st. i V st.